# Puchar Świata w narciarstwie alpejskim 1998/1999
Sezon 1998/1999 Pucharu Świata w narciarstwie alpejskim rozpoczął się 24 października 1998 w austriackim Sölden, a zakończył 14 marca 1999 w hiszpańskiej miejscowości Sierra Nevada. Była to 33. edycja pucharowej rywalizacji. Rozegrano 36 konkurencji dla kobiet (9 zjazdów, 9 slalomów gigantów, 8 supergigantów, 8 slalomów specjalnych oraz 2 kombinacje) i 35 konkurencji dla mężczyzn (10 zjazdów, 8 slalomów gigantów, 6 supergigantów, 9 slalomów specjalnych oraz 2 kombinacje).
Puchar Narodów (łącznie) zdobyła reprezentacja Austrii, wyprzedzając Norwegię i Szwajcarię.

## Puchar Świata w narciarstwie alpejskim kobiet
Wśród kobiet najlepszą zawodniczką okazała się Austriaczka Alexandra Meissnitzer, która zdobyła 1672 punkty, wyprzedzając Niemkę Hilde Gerg i swoją rodaczkę Renate Götschl.
W poszczególnych klasyfikacjach tryumfowały:
- Renate Götschl – zjazd
- Sabine Egger – slalom
- Alexandra Meissnitzer – slalom gigant
- Alexandra Meissnitzer – supergigant
- Hilde Gerg – kombinacja

## Puchar Świata w narciarstwie alpejskim mężczyzn
Wśród mężczyzn najlepszym zawodnikiem okazał się Norweg Lasse Kjus, który zdobył 1465 punktów, wyprzedzając swojego rodaka Kjetila André Aamodta i Austriaka Hermanna Maiera.
W poszczególnych klasyfikacjach tryumfowali:
- Lasse Kjus – zjazd
- Thomas Stangassinger – slalom
- Michael von Grünigen – slalom gigant
- Hermann Maier – supergigant
- Lasse Kjus i  Kjetil André Aamodt – kombinacja

## Puchar Narodów (kobiety + mężczyźni)
- 1.  Austria – 15995 pkt
- 2.  Norwegia – 6228 pkt
- 3.  Szwajcaria – 5547 pkt
- 4.  Włochy – 4263 pkt
- 5.  Francja – 3986 pkt